# みんなでヨイショ
『みんなでヨイショ』は、1969年10月2日から1970年3月26日まで、TBS系列局で放送されていたTBS製作のバラエティ番組である。放送時間は毎週木曜 21:00 - 21:30 （日本標準時）。カラー放送。

## 概要
水前寺清子が司会を務めていた視聴者参加型番組。番組はまず水前寺のヒットナンバーで幕を開け、その後にゲストコーナー、共演者の藤岡琢也によるコーナー、「あなたのための歌」のコーナー、「視聴者といっしょ」のコーナーと進行していた。